# Novo Hamburgo
Novo Hamburgo est une ville brésilienne de la mésorégion métropolitaine de Porto Alegre, capitale de l'État du Rio Grande do Sul, faisant partie de la microrégion de Porto Alegre et située à 35 km au nord-est de Porto Alegre. Elle se situe à une latitude de 29° 40′ 43″ sud et à une longitude de 51° 07′ 53″ ouest, à 57 m d'altitude. Sa population était estimée à 253 067 en 2007, pour une superficie de 224 km2. L'accès s'y fait par les BR-116 et RS-239.
À l'origine, Novo Hamburgo faisait partie de São Leopoldo sous le nom de quartier de Hamburgo Velho ("Vieux Hambourg"). Un commerçant s'établit sur les hauteurs d'une colline à la rencontre de deux routes importantes - une arrivant de la Serra Geral, l'autre de la Vallée du Caí. Le lieu reçu le nom de Hamburger Berg, la "Colline du Hambourgeois", en français. Les immigrants allemands arrivèrent à São Leopoldo en juillet 1824. Plus tard vinrent des Italiens. La ville est considérée comme la plus importante d'origine allemande de l'État. Les habitants choisirent Saint Louis comme saint patron.
Son économie est liée à l'industrie de la chaussure qui permet chaque année depuis 1936 la réalisation d'une Feira Nacional do Calçado (Fenac - Foire nationale de la chaussure).

## Villes voisines
- Dois Irmãos
- Campo Bom
- Sapiranga
- Taquara
- Gravataí
- Sapucaia do Sul
- São Leopoldo
- Estância Velha
- Ivoti